# Bayview (Texas)
Bayview város az USA Texas államának Cameron megyéjében. Lakosainak száma 475 fő (2020. április 1.).

## Népesség
A település népességének változása:

| 2010 | 383 |
| 2020 | 475 |